# 鲤肠碘泡虫
鲤肠碘泡虫（学名：Myxobolus cyprinicola）为碘泡科碘泡虫属的动物。分布于俄罗斯、印度以及浙江、广东、广西、四川、湖北、河南、江西、武陵山地区等，营寄生生活，寄生在鲢、鳙、鲩、鲤、宽鳍鱲的胆囊、肾、脾、肠、鳃、肝、鳔、心、性腺，鲢的鳃，鲫的内耳，鳙的肌肉，短须颌须鮈、岩原鲤的肾，齐口裂腹鱼的肠以及宜昌鳅鮀的脾。